# Jake Kiszka
Jacob Kiszka, más conocido como Jake Kiszka (Frankenmuth, Míchigan, Estados Unidos, 23 de abril de 1996), es el guitarrista de la banda de rock Greta Van Fleet. Forma parte de la banda desde sus inicios en 2012. Es hermano de Josh y Sam, también integrantes de la banda junto con su amigo Danny Wagner.
Guitarrista desde muy joven, ha sido influenciado e inspirado principalmente por el legendario Jimmy Page, copiando su estilo musical, la vestimenta y sus movimientos al momento de tocar. 
Ha compuesto junto a Josh, Sam y Danny todos los álbumes de la banda. Se conoce que usa una Gibson SG tanto como en sus presentaciones en vivo, como en sus grabaciones de estudio.
Un dato interesante es que a casi la totalidad de los conciertos en los que ha tocado junto a su banda se han llenado completamente, en una entrevista junto a Alan Cross explica, asombrado, esto.

## Biografía

### Primeros años
Jake creció junto a Josh y Sam en un pequeño pueblo de Míchigan llamado Frankenmuth. Sus influencias musicales vienen de sus padres, fanáticos del blues. En la secundaria es cuando el junto a sus hermanos crean Greta Van Fleet.

### Greta Van Fleet
Desde 2012 forma parte de la banda y fue el único guitarrista que tuvo la banda. La banda a lanzado dos EPs y un álbum de estudio.
Respecto a las giras, ha dado conciertos tanto en Europa como en Norteamérica. También ha formado parte de festivales como lo son el Lollapalooza (Argentina, Chile y Brasil), el Rock am Ring, el ACL Music Festival en Austin, Texas y el Mad Cool (2024) en Madrid.